# Vojvoda Stepa
Vojvoda Stepa (serbocroata cirílico: Војвода Степа) es un pueblo de Serbia perteneciente al municipio de Nova Crnja en el distrito de Banato Central de la provincia autónoma de Voivodina.
En 2011 tenía 1374 habitantes. Casi todos los habitantes son étnicamente serbios.
El pueblo está construido sobre una antigua finca del reino de Hungría llamada Leonovac, que pertenecía a la familia noble Csekonics. El pueblo de Leonovac fue fundado en 1923 por el reino de los Serbios, Croatas y Eslovenos, como un asentamiento para voluntarios serbios del frente macedonio de la Primera Guerra Mundial. Los primeros colonos procedían de Herzegovina, Montenegro, Lika, Bosnia, Batanja y Rumania. De las 642 familias fundadoras, 397 eran de voluntarios de dicho frente. En 1927, el pueblo adoptó su actual topónimo en honor a Stepa Stepanović.
Se ubica en la periferia nororiental de la capital municipal Nova Crnja, en la salida de las carreteras 12 que lleva a Jimbolia y 104 que lleva a Kikinda.